# Susan Milan
Susan Milan is een Brits fluitiste.
Milan is docente fluit aan de Royal College of Music in Londen. Ze kreeg een Fellowship aan het College toegekend in november 1999, welke haar wat uitgereikt door Prins Charles. Ze is verder actief als gast-solofluitiste in symfonieorkesten, kamermuziek-muzikant, soliste en docente. Ze heeft regelmatig opnamen gemaakt voor de BBC en nam concerten en solorecitals op voor het label Chandos Records.
In Groot-Brittannië soleerde ze met alle belangrijke symfonieorkesten. Ze maakt regelmatig tournees door Europa, de Verenigde Staten, Australië en het Verre Oosten. Ze speelde van veel stukken de Britse of de wereldpremière. Milan inspireerde componisten om voor haar te schrijven, zoals Richard Rodney Bennett, Antal Doráti, Carl Davis, Jindřich Feld, Edwin Roxburgh, Robert Saxton, Ole Schmidt, Robert Simpson and Cecilia McDowall. Op het gebied van de kamermuziek vormde de The London Chamber Music Group, bestaande uit, naast fluit, hobo, viool, altviool, cello, piano en harp. Milan onderzocht en publiceerde 19e-eeuws repertoire voor Boosey & Hawkes. Ze schreef een aantal boeken over de techniek van het fluitspel, en ze is bezig met een project om haar verzameling oude 78 toerenplaten met opnamen van fluitisten uit de periode 1910-1945 te heruitgeven op het label Master Classics.